# Вища школа екології і управління у Варшаві
Університет екології і управління у Варшаві (польс. Wyższa Szkoła Ekologii i Zarządzania, англ. University of Ecology and Management) — приватний вищий навчальний заклад у місті Варшаві.
Навчання в УЕіУ здійснює близько 300 кваліфікованих співробітників, крім того, заклад забезпечений сучасною адміністраційно-технічною базою, великою кількістю лабораторій і майстерень, що відповідає польським і європейським стандартам.  У 2014 році  Університет отримав Сертифікат — «Добрий ВНЗ — добра праця». Підготовка студентів здійснюється на 2-х факультетах та 10-ти напрямах з можливістю навчання польською і англійською мовою.

## Історія
Навчальний заклад був заснований у 1995 році як спеціалізована вища школа екології та управління, згодом додалися спеціальності пов'язані з архітектурою, дизайном, охороною навколишнього середовища, машинобудуванням, управлінням і інженерією виробництва.

## Напрями підготовки

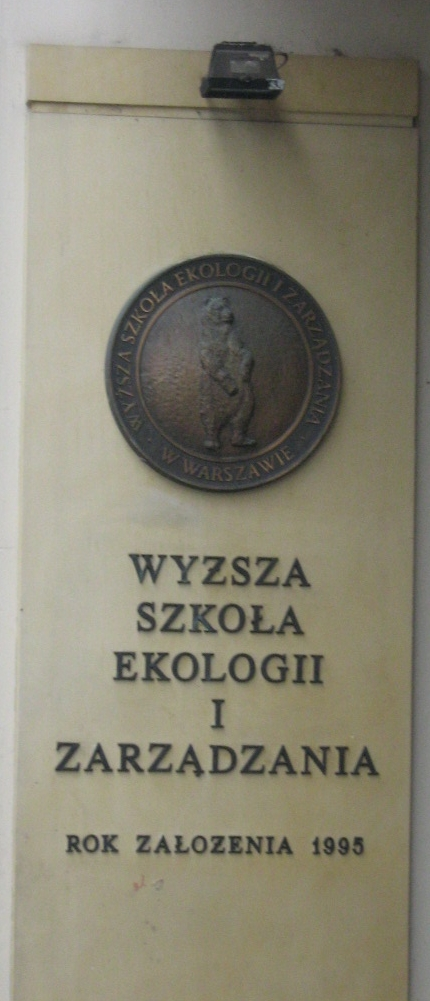
Tablica z logo

- Архітектура
- Дизайн інтер'єру
- Будівництво
- Громадське здоров'я
- Дизайн
- Ландшафтна архітектура
- Механіка та машинобудування
- Охорона навколишнього середовища
- Управління і інженерія продукції
- Управління

### Спеціальності
- Архітектурне проектування
- Містобудування
- Дизайн інтер'єру
- Дизайн меблів
- Енергозберігаючі технології в будівництві
- Будівельні конструкції
- Архітектура в будівництві
- Проектування ландшафту для відпочинку
- Проектування багатофункційного ландшафту
- Інженерія якості
- Будова і обслуговування автомобілів
- Проектування продукту
- Проектування візуальної комунікації та реклами
- Проектування біжутерії та малих декоративних форм
- Проектування одягу
- Відновлювальні джерела енергії та водне господарство
- Охорона біосфери та управління охороною навколишнього середовища
- Менеджер енергії
- Здоров'я і середовище
- Міжнародний бізнес
- Торгівля і логістичні послуги
- Готельний бізнес
- Комп'ютерна графіка і соціальні медіа
- Дієтологія
- Організація концертів та спортивних заходів
- Безпека життєдіяльності
- Логістика підприємства
- Управління підприємством
- Wellness i SPA
- Управління охороною здоров'я і медичними даними

### Факультети
На факультетах «Архітектури», «Інженерії і управління» студенти отримують кваліфікаційний рівень інженера, інженера-архітектора, інженера-архітектора ландшафту, бакалавра, магістра, магістра-інженера, магістра інженера-архітектора.

## Структура
Навчання здійснюється у будні дні — денна форма (стаціонарна); заочна форма (нестаціонарна) — заняття проводяться раз на два тижні у суботу і неділю.